# 泉勇之介商店

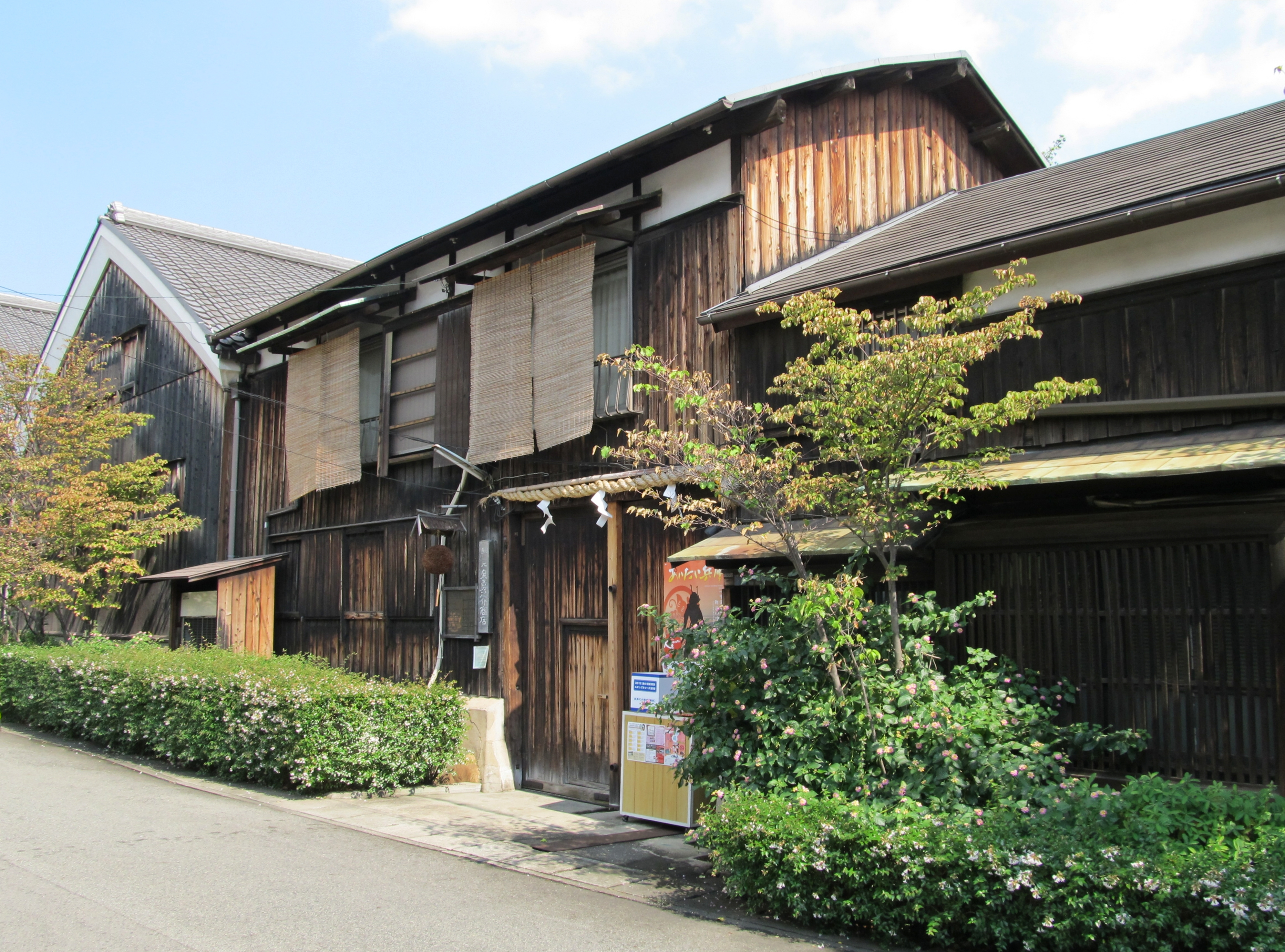
泉勇之介商店

有限会社泉勇之介商店（いずみゆうのすけしょうてん）は、かつて日本の兵庫県神戸市東灘区に存在した酒造会社である。

## 概要
初代泉勇之介により、1882年（明治15年）に創業した。銘柄「灘泉」は、立地する灘と姓（泉）に由来する。
灘に残っていた唯一の木造酒蔵をはじめとする建物類は国の登録有形文化財に登録されている。また酒蔵の2階は多目的貸しホールとしても活用し近隣住民に親しまれていたが、経営難に陥り2013年（平成25年）に廃業。酒蔵も不動産会社に競売にかけられた。地元では酒蔵を残すための署名活動もおこなわれたが、実を結ぶことなく取り壊された。廃業時の社長であった3代勇之介は、その後2015年に大阪府堺市で創業した堺泉酒造に代表取締役兼杜氏として加わっている。